# Éva Marton

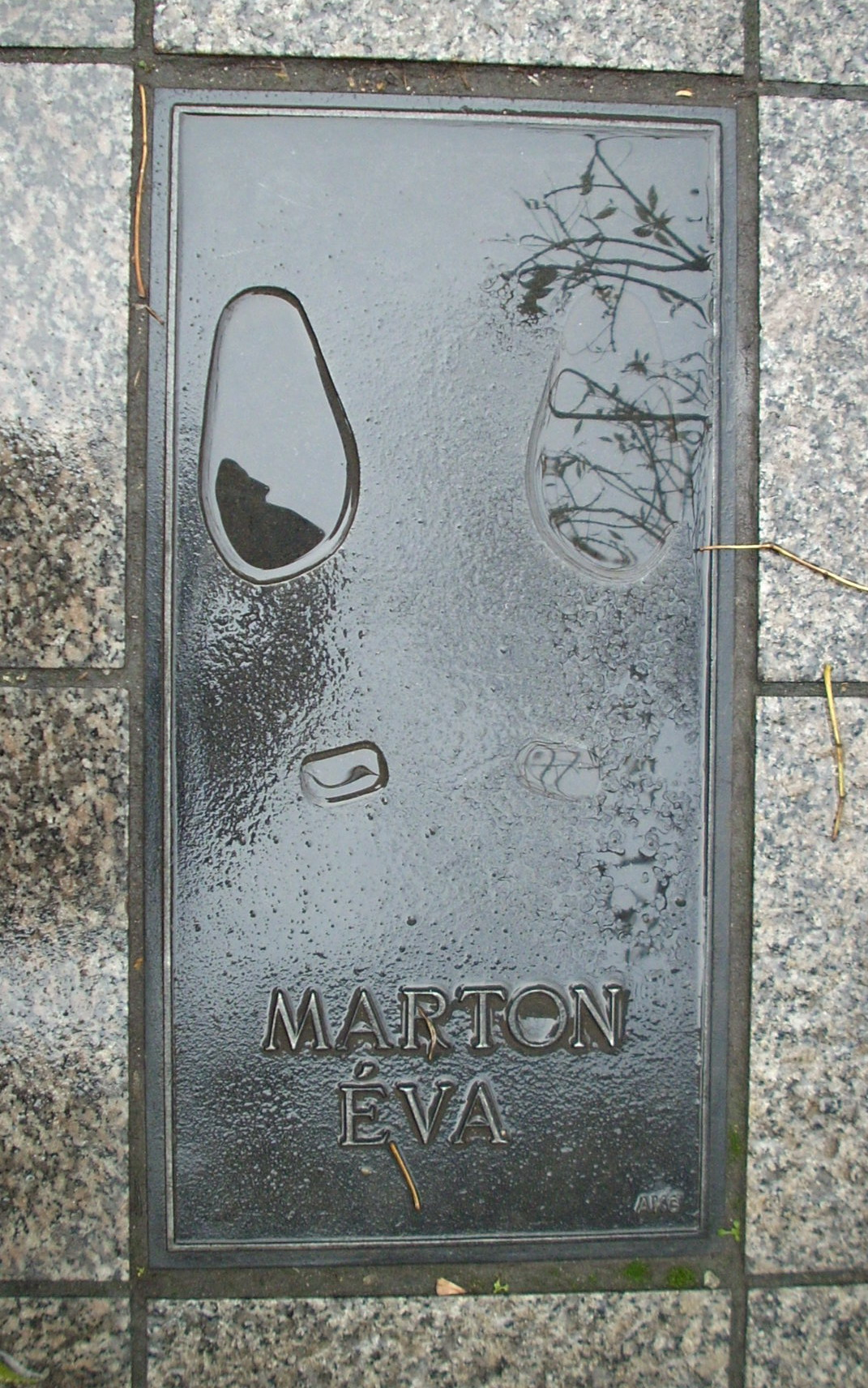
Éva Martons Schuhabdruck am ungarischen 'Walk of Fame'

Éva Marton, geborene Éva Heinrich (* 18. Juni 1943 in Budapest) ist eine ungarische Opernsängerin (zunächst lyrischer Sopran, später zunehmend dramatischer Sopran).

## Leben
Éva Marton, geb. Heinrich, studierte Gesang bei Endre Rösler und Jenö Sipos an der Franz-Liszt-Musikakademie ihrer Heimatstadt und debütierte als Kate Pinkerton in Madama Butterfly beim Sommerfestival auf der Margareteninsel. Ihr offizielles Operndebüt fand 1968 an der Ungarischen Staatsoper statt, als Königin Schemacha in Der goldene Hahn, einer Rolle für hohen Koloratursopran. Später erntete sie an der Oper von Budapest, an die sie trotz ihrer Weltkarriere immer wieder zurückkehrte,  großen Beifall als Königin von Babylon in der Oper Semirâma von Ottorino Respighi.
Von 1972 bis 1977 war Éva Marton festes Ensemblemitglied an der Oper von Frankfurt, vertraglich ferner mit der Wiener Staatsoper verbunden. Die international berühmte Sopranistin brillierte an allen großen Opernbühnen dieser Welt, in Paris, London, München, Stuttgart, Berlin, Hamburg, Mailand, Zürich, New York, Chicago, San Francisco, Buenos Aires etc.  Dabei konnte sie ebenso im lyrischen (Wolfgang Amadeus Mozart, Umberto Giordano, Amilcare Ponchielli, Giacomo Puccini) wie im dramatischen Repertoire (Richard Wagner, Richard Strauss) große Erfolge verbuchen. Éva Marton ist eine vielseitige Sängerin mit voluminöser Stimme. Ihr Repertoire reicht vom Belcanto bis ins Hochdramatische: „So setzte sie sich mit ihrer Stimme, gleich in welcher Partie, auch stets mühelos gegen jedes Orchester durch und füllte die größten Opernhäuser bis zur letzten Reihe“ (Herrmann/Hollaender 1997, S. 73). Dabei gehören zu ihren zentralen Rollen vor allem die Titelrollen in Tosca, Turandot und Elektra.
Bei den Bayreuther Festspielen trat sie 1977–1978 als Venus und Elisabeth in der Tannhäuser-Inszenierung von Götz Friedrich auf. 1986 erregte Éva Marton an der Metropolitan Opera New York großes Aufsehen. Während der Aufführung der Oper Tosca erlitt sie eine Kieferverletzung, setzte aber trotzdem die Vorstellung fort.
Éva Marton, die mit allen international berühmten Dirigenten zusammenarbeitete und mit den großen Gesangskollegen und -kolleginnen ihrer Zeit auf der Bühne stand, kann ferner eine weltweite Karriere als Konzertsängerin verbuchen. Umfangreiche CD- und DVD-Veröffentlichungen dokumentieren das Schaffen dieser Ausnahmekünstlerin.
Seit 2005 ist Éva Marton Leiterin der Gesangsfakultät der Franz-Liszt-Musikakademie in Budapest und dort seit 2006 Professorin für Gesang. Sie ist mit dem Chirurgen Zoltán Marton verheiratet.
In der Spielzeit 2007/2008 sang sie an der Deutschen Oper am Rhein in Düsseldorf und Duisburg die Küsterin in Jenůfa.

## Auszeichnungen
- 1980 Sängerin des Jahres, Verleihung der „Silbernen Rose“ in Mailand
- 1987 Verleihung des Berufstitels Österreichische Kammersängerin
- 1991 Ehrenmitglied der Wiener Staatsoper
- 1997 Kossuth-Preis in Ungarn
- 2003 Komtur mit Stern des Verdienstordens der Republik Ungarn

## Diskografie (Auswahl)
- Puccini: Tosca, 1976
- Puccini: Manon Lescaut, 1978
- Richard Strauss: Elektra, 1980 (Leitung: Wolfgang Sawallisch)
- Beethoven: Fidelio, 1983
- Puccini: Turandot, 1983
- Giordano: Andrea Chénier, 1986
- Giordano: Fedora, 1986
- Boito: Mefistofele, 1988
- Wagner: Die Walküre, 1988 (Brünnhilde, Leitung: Bernard Haitink)
- Wagner: Siegfried, 1990 (Brünnhilde, Leitung: Bernard Haitink)
- Catalani: La Wally, 1990
- Respighi: Semirâma, 1990
- Richard Strauss: Salome, 1990
- Wagner: Götterdämmerung, 1991 (Brünnhilde, Leitung: Bernard Haitink)
- Mascagni: Cavalleria rusticana, 1996
- Albéniz: Merlin, 2004